# Josip Bozanić
Josip Bozanić, hrvaški rimskokatoliški duhovnik, nadškof in kardinal, * 20. marec 1949, Rijeka.

## Življenjepis
29. junija 1975 je prejel duhovniško posvečenje.
10. maja 1989 je bil imenovan za škofa pomočnika Krka in 25. junija istega leta je prejel škofovsko posvečenje. 14. novembra istega leta pa je že nasledil škofovski položaj.
5. julija 1997 je postal nadškof Zagreba.
21. oktobra 2003 je bil povzdignjen v kardinala in imenovan za kardinal-duhovnika S. Girolamo dei Croati (degli Schiavoni).
15. aprila 2023 je Papež Frančišek sprejel odpoved kardinala Josipa Bozanića pastoralnemu vodstvu Zagrebške nadškofije in na njegovo mesto imenoval msgr. Dražena Kutlešo, ki je bil 14. februarja 2023 imenovan za nadškofa-koadjutorja te nadškofije.